# روبرت وليامز (لاعب كرة قدم أمريكية)
روبرت وليامز (بالإنجليزية: Robert Williams)‏ هو لاعب كرة قدم أمريكية أمريكي، ولد في 2 أكتوبر 1962 في غالفستون في الولايات المتحدة.

## وصلات خارجية
- روبرت وليامز على موقع مرجع كرة القدم المحترفة.كوم (الإنجليزية)
- روبرت وليامز على موقع مرجع كرة القدم المحترفة.كوم (الإنجليزية)